# Coelinidea hordeicola
Coelinidea hordeicola är en stekelart som beskrevs av Watanabe 1963. Coelinidea hordeicola ingår i släktet Coelinidea och familjen bracksteklar. Inga underarter finns listade i Catalogue of Life.